# Sedm statečných (film, 2016)
Sedm statečných (v anglickém originále The Magnificent Seven) je americký westernový film z roku 2016, remake westernu Johna Sturgese z roku 1960 (který zase je remake Kurosawova snímku Sedm samurajů z roku 1954).
Režie se ujal Antoine Fuqua a scénáře Nic Pizzolatto a Richard Wenk. Hlavní role hrají Denzel Washington, Chris Pratt, Ethan Hawke, Vincent D'Onofrio, Lee Byung-hun, Manuel Garcia-Rulfo, Martin Sensmeier, Haley Bennett a Peter Sarsgaard. Skladatel James Horner, který zemřel v roce 2015 nestihl dokončit hudbu k celému filmu, jeho kamarád Simon Frangler ji za něj dokončil.
Film měl premiéru na Filmovém festivalu v Torontu 8. září 2016 a do kin byl oficiálně uveden 23. září 2016. Film získal jak pozitivní tak negativní reakce od kritiku a vydělal přes 160 milionů dolarů.

## Obsazení
| Denzel Washington   | Sam Chisholm         |
| Chris Pratt         | Joshua Faraday       |
| Ethan Hawke         | Goodnight Robicheaux |
| Vincent D'Onofrio   | Jack Horne           |
| Lee Byung-hun       | Billy Rocks          |
| Manuel Garcia-Rulfo | Vasquez              |
| Martin Sensmeier    | Red Harvest          |
| Peter Sarsgaard     | Bartholomew Bogue    |
| Haley Bennett       | Emma Cullen          |
| Matt Bomer          | Matthew Cullen       |
| Luke Grimes         | Teddy Q              |
| Jonathan Joss       | Denali               |
| Cam Gigandet        | McCann               |
| Sean Bridges        | Fanning              |
| Billy Slaughter     | Josiah               |

## Přijetí
Film vydělal 92,9 milionů dolarů v Severní Americe a 67,7 milionů dolarů v ostatních oblastech, celkově tak vydělal přes 160 milionů dolarů po celém světě. Rozpočet filmu činil 90 milionů dolarů. V Severní Americe byl oficiálně uveden 23. září 2016, společně s animovaným filmem Čapí dobrodružství . Za první víkend docílil nejvyšší návštěvnosti, kdy vydělal 35,7 milionů dolarů.
V Rusku film vydělal 1,8 milionů dolarů v Malajsii 560 tisíc dolarů, ve Velké Británii a Irsku 2,6 milionů dolarů, v Německu 1,4 milionů dolarů, v Brazílii 1,1 milionů dolarů, v Austrálii 2,8 milionů dolarů a ve Francii 1,9 milionů dolarů.
Film získal jak pozitivní tak negativní recenze od kritiků, pozitivně jsou hodnoceny herecké výkony, jinak film nenabízí nic originálního a inovativního. Na recenzní stránce Rotten Tomatoes získal z 240 započtených recenzí 63 procent s průměrným ratingem 6 bodů z deseti. Na serveru Metacritic snímek získal z 50 recenzí 54 bodů ze sta. Na Česko-Slovenské filmové databázi snímek získal 70 procent.